# منطقه (چین)
منطقه (به چینی: 区، به پین‌یین: Qū، نویسه‌گردانی: چو) یا «منطقهٔ شهری»، واژه‌ای است که در کشور چین، برای اشاره به زیرمجموعه‌های تشکیل دهنده یک شهر در سطح ولایت یا فرمانداری استفاده می‌شود.
رتبهٔ مناطق در سلسله مراتب تقسیمات کشوری جمهوری خلق چین، در سطح شهرستان می‌باشد. بهترین معادل برای این واحد تقسیماتی، مناطق شهرداری در ایران، در شهرهای بزرگی مثل تهران و اصفهان می‌باشد، اگر هر کدام از این مناطق، اختیارات شهرستان را بر عهده داشتند.

## نام
منطقه در زبان چینی معیار، «چو» (به چینی: 区، به پین‌یین: Qū) اطلاق می‌شود. واژهٔ «چو» در سایر تقسیمات جمهوری خلق چین، مانند مناطق خودمختار نیز به چشم می‌خورد. (به چینی: 自治区، به پین‌یین: Zìzhìqū، نویسه‌گردانی: زی‌جی‌چو، «زی‌جی» به معنی «خودمختار»)
در زبان‌های اویغوری، قزاقی و قرقیزی، زبان سه اقلیت ترک مسلمان چین در سین‌کیانگ، «منطقه» با وام‌واژهٔ روسی «رایون» گفته می‌شود.
«منطقه» نیز خود کوتاه‌شدهٔ نام رسمی این واحد تقسیماتی، به نام «منطقهٔ تابع شهر» (به چینی: 市辖区، به پین‌یین: Shìxiáqū، نویسه‌گردانی: شی‌شیاچو) می‌باشد. در چین بیش از هزار «منطقهٔ تابع شهر» وجود دارد. (لیست شهرستان‌ها، شهرهای در سطح شهرستان، و مناطق)

### منطقه تابع شهرستان
در گذشته، بین دهه‌های ۱۹۵۰ تا ۱۹۹۰ میلادی، شهرستان‌های چین، خود به «مناطق تابع شهرستان» (به چینی: 县辖区، به پین‌یین: Xiànxiáqū، نویسه‌گردانی: شیان‌شیاچو) تقسیم شده بودند. این واحد تقسیماتی معادل «بخش» در ایران بود و خود از شهرک‌ها و دهستان‌ها تشکیل شده بود. امروزه تنها یک عدد از این نوع واحد تقسیماتی، به نام منطقه نانشان در شهرستان ژوولو در هبئی وجود دارد.